# 絲鰭若鰺
絲鰭若鰺（学名：Carangoides otrynter）为輻鰭魚綱鱸形目鱸亞目鰺科若鰺屬下的一个种。

## 分類及命名
本種首先由美國魚類學家西奧多·吉爾科學描述，他根據從中美洲西海岸採取的模式種命名為Carangoides dorsalis。這個名稱和描述發表在費城自然科學院院刊，其中一年前吉爾描述了另一新種Vomer dorsalis。當時的Carangid分類學狀態相當令人困惑，文獻中出現了許多同義屬和物種，而Vomer dorsalis很快就被移到了Caranx，Carangoides dorsalis，創造了一個分類同音詞。為了解決這個問題，1883年美國魚類學家大衛·斯塔爾·喬丹和查爾斯·亨利·吉爾伯特創造了Caranx otrynter這個名字，取代了最初的命名，在1994年的出版物中，Gerald Allen和D. Ross Robertson將Caranx otrynter放入Carangoides屬，此後一直沿用至今。

## 分布
本魚分布於東太平洋區，從墨西哥下加利福尼亞半島至厄瓜多、加拉巴哥群島海域，深度60-100公尺，為洄游性魚類。

## 特徵
本魚成魚體呈橢圓形而側扁，背部和腹部輪廓在凹面上大致相等。頭部輪廓非常有棱角，在嘴巴上方最陡峭，稚魚的形狀從橢圓形到鑽石形狀，具兩個背鰭，第一背鰭應棘8枚，第2背鰭軟條18-19枚，臀鰭硬棘2枚，軟條16-17枚，第2背鰭及臀鰭軟條延伸成絲狀，上下頷具有絨毛狀齒，體上部是銀藍色，在底部變成銀白色，有金黃色到黃色的反光。第一背鰭和臀鰭是灰色，而第二背鰭，肛門，胸鰭和尾鰭是透明的或灰色，帶有黃色調。稚魚有清晰，黑暗，垂直的條紋，隨著年齡的增長而逐漸消失，在上部的鰓蓋上有一個小的黑色斑點，體長可達60公分。

## 生態及經濟利用
棲息在大洋區底中層水域，會進行洄游，屬肉食性，以甲殼類為食，具有相當商業價值的食用魚，利用鉤線、刺網捕獲，也可做為遊釣魚。

## 扩展阅读
- 維基物種上的相關：絲鰭若鰺